# Tetralonioidella nepalensis
Tetralonioidella nepalensis är en biart som beskrevs av Maurits Anne Lieftinck 1983. Tetralonioidella nepalensis ingår i släktet Tetralonioidella och familjen långtungebin. Inga underarter finns listade i Catalogue of Life.